# Liphanthus
Liphanthus is een geslacht van vliesvleugelige insecten uit de familie Andrenidae

## Soorten
- L. alicahue Ruz & Toro, 1983
- L. anacanthus Ruz & Toro, 1983
- L. andinus Ruz & Toro, 1983
- L. atratus Ruz & Toro, 1983
- L. australis Ruz & Toro, 1983
- L. barbatus Ruz & Toro, 1983
- L. bicellularis Ruz & Toro, 1983
- L. breviceps (Friese, 1916)
- L. brevicornis Ruz & Toro, 1983
- L. cerdai Ruz & Toro, 1983
- L. coquimbensis Ruz & Toro, 1983
- L. chillanensis Ruz & Toro, 1983
- L. friesellus Ruz & Toro, 1983
- L. incasicus Tapia & Ruz, 2003
- L. inornatus Vivallo, 2008
- L. leucostomus Ruz & Toro, 1983
- L. longicornis Tapia & Ruz, 2003
- L. micheneri Ruz & Toro, 1983
- L. moldenkei Ruz & Toro, 1983
- L. nigriceps Vivallo, 2008
- L. nitidus Ruz & Toro, 1983
- L. parvulus (Friese, 1916)
- L. penai Ruz & Toro, 1983
- L. phasganoventris Tapia & Ruz, 2003
- L. pilifrons Ruz & Toro, 1983
- L. quadrifasciatus Toro, 1989
- L. rozeni Ruz & Toro, 1983
- L. sabulosus Reed, 1894
- L. spiniventris Ruz & Toro, 1983
- L. tarsalis Ruz & Toro, 1983
- L. tofensis Ruz & Toro, 1983
- L. toroi Tapia & Ruz, 2003
- L. unifasciatus Ruz & Toro, 1983